# Fitzebutze
Fitzebutze ist ein Kinderbuch von Richard und Paula Dehmel, das zu Weihnachten 1900 im Buchhandel erschien. Das Buch umfasst etwa 40 Seiten und ist reichhaltig illustriert. Für die Bilder zeichnet Ernst Kreidolf verantwortlich.

## Inhalt und Struktur
Das Kinderbuch Fitzebutze besteht aus 25 weitgehend selbständigen und unverbundenen, meist kurzen Gedichten. Die äußere Klammer bilden das erste und das 25. Kapitel. Im ersten Kapitel wird Detta eingeführt, die mit ihrem Hampelmann Fitzebutze spielt. Sie setzt die Spielfigur auf einen Stuhl, wobei die Figur ihren Hut verliert. Sie trägt dann der Spielfigur Gedichte vor. Für jedes Gedicht ist ein eigenes Kapitel reserviert. Die Kapitel sind sehr lose aneinandergereiht. Thematische Verbindungen (Schaukelpferd, Pferd) bleiben die Ausnahme. In Kapitel 25 erfahren wir, dass Fitzebutze einen neuen Hut erhält. Kapitel 24 mit dem Auftritt des Nikolaus bildet einen gewissen Höhepunkt in der losen Folge der Gedichte.

## Bühnenfassung
Eine Bühnenfassung von Richard Dehmel mit Musik von Hermann Zilcher erschien 1907. Die Elemente des Kinderbuchs wurden aufgegriffen, fortentwickelt und neu arrangiert. Ein Handlungsbogen wurde eingefügt.

## Anspielungen
Die im Text vorkommenden Kindernamen Detta und Peter verweisen auf die Namen der Kinder des Ehepaars Dehmel. Zwei ihrer drei Kinder hießen Veradetta (* 1890) und Heinz Peter (* 1891).

## Bedeutung
Auch wenn das Kinderbuch kein großer kommerzieller Erfolg war – es wurde zu je 3 Mark je Exemplar verkauft –, so gilt es dennoch als Meilenstein in der Geschichte des Kinderbuchs. Um 1900 löste es in der Bedeutung das bis dahin bestimmende Kinderbuch Struwwelpeter ab und verhalf dem modernen Kinderbuch zum Durchbruch. So das Urteil der Forschung, die sich mit dem Text ab den 1960er Jahren beschäftigte.
2000 organisierten das Schiller-Nationalmuseum und das Deutsche Literaturarchiv eine Ausstellung «‹Fitzebutze›: 100 Jahre modernes Kinderbuch» im Humboldt-Saal des Deutschen Literaturarchivs.

## Ausgaben und Texte
Kinderbuch von 1900
- Richard und Paula Dehmel: Fitzebutze. Allerhand Schnickschnack für Kinder. Mit Nachwort von H.-D. Weyrich. (Edition Leipzig), Leipzig 1968; Faksimile der Ausgabe 1900

Bühnenfassung von 1907
- Fitzebutze im Projekt Gutenberg-DE